# Лозовий Яр
Лозови́й Яр — село в Україні, у Бориспільському районі Київської області. Населення становить 930 осіб. З 2020 року входить в склад Яготинської міської громади.
У Лозовому Ярі є середня школа, будинок культури; лікарня.

## Географія
Селом протікає річка Жаб'яче Око. 
У селі є штучне озеро

## Історія
Село засноване у 1723 році.
З 1768 руку у селі діє Миколаївська церква.
Село є на мапі 1812 року.
1859 року - село Лозовий Яр (Лозовня) - 226 дворів, 1833 жителя.
1910 року - село Жоравської волості Пирятинського повіту Полтавської губернії, 496 господарств, 3077 мешканців.
На початку 1930-х років входило до складу Пирятинського району Полтавської області.
Село постраждало від колективізації та Голодомору — геноциду радянського уряду проти української нації. У 1929 році було створено колгосп. Під час Голодомору 1932-1933  рр. голодною смертю загинуло 475 односельців. Хоронили померлих на місцевому кладовищі.
2001 року, стався спалах антраксом (сибіркою) селищі Червоне та у селищі Лозовий Яр Яготинського району Київської області. Зареєстрували хворобу загалом у 8 людей. Один із хворих встиг виїхати до Рівненської області.
У 2003 році з ініціативи сільської ради в центрі села встановлено пам’ятний знак жертвам Голодомору.
В 2020 році під час реформи адміністративного ділення України був ліквідований Яготинський район і Лозовий Яр був включений у склад реформованого Бориспільського району